# Barkarbystaden

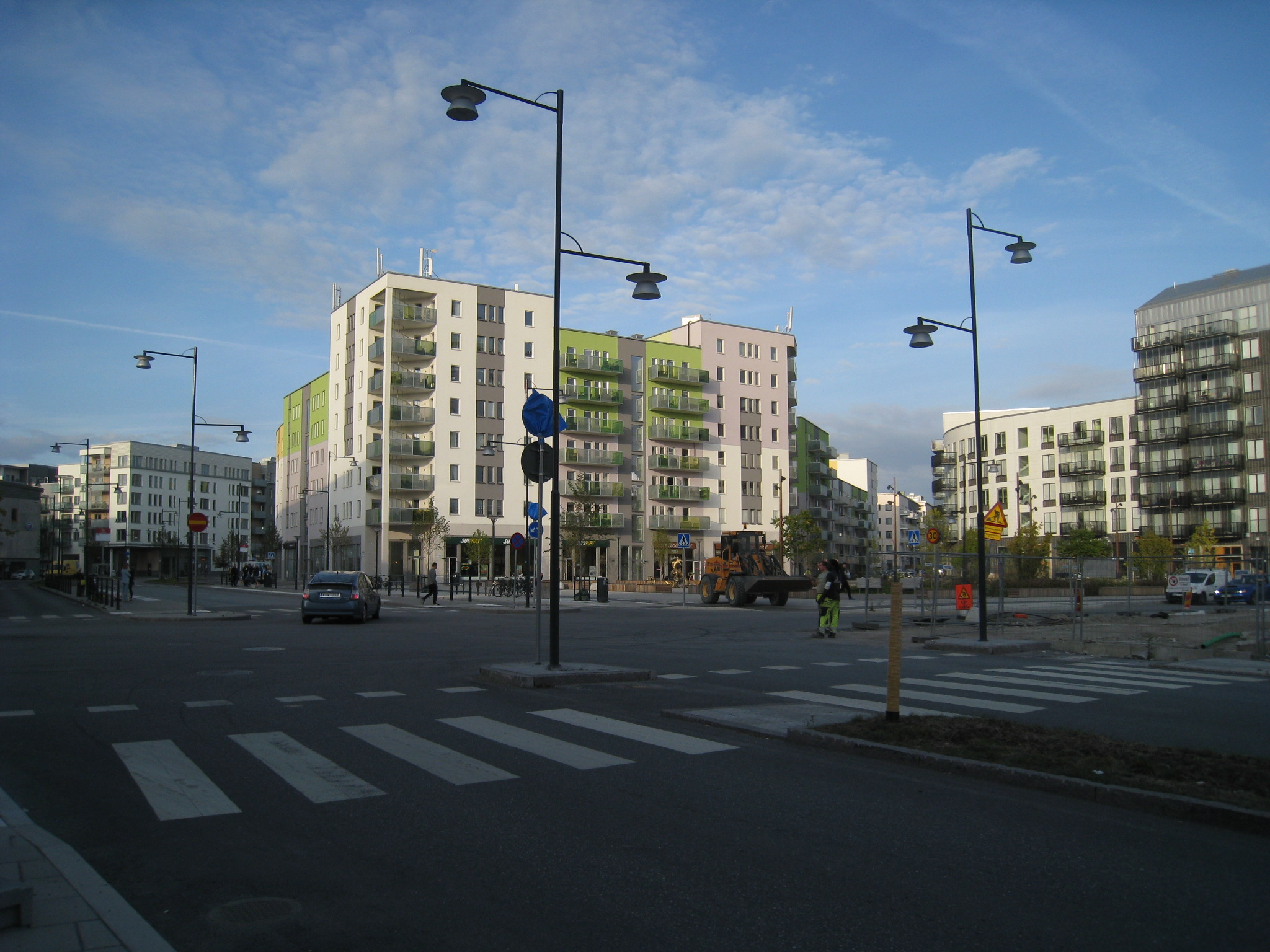
Stora Torget i Barkarbystaden.

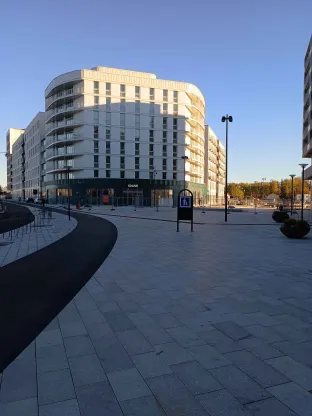
Sveatorget i Barkarbystaden, framtida plats för Barkarbystadens norra uppgång

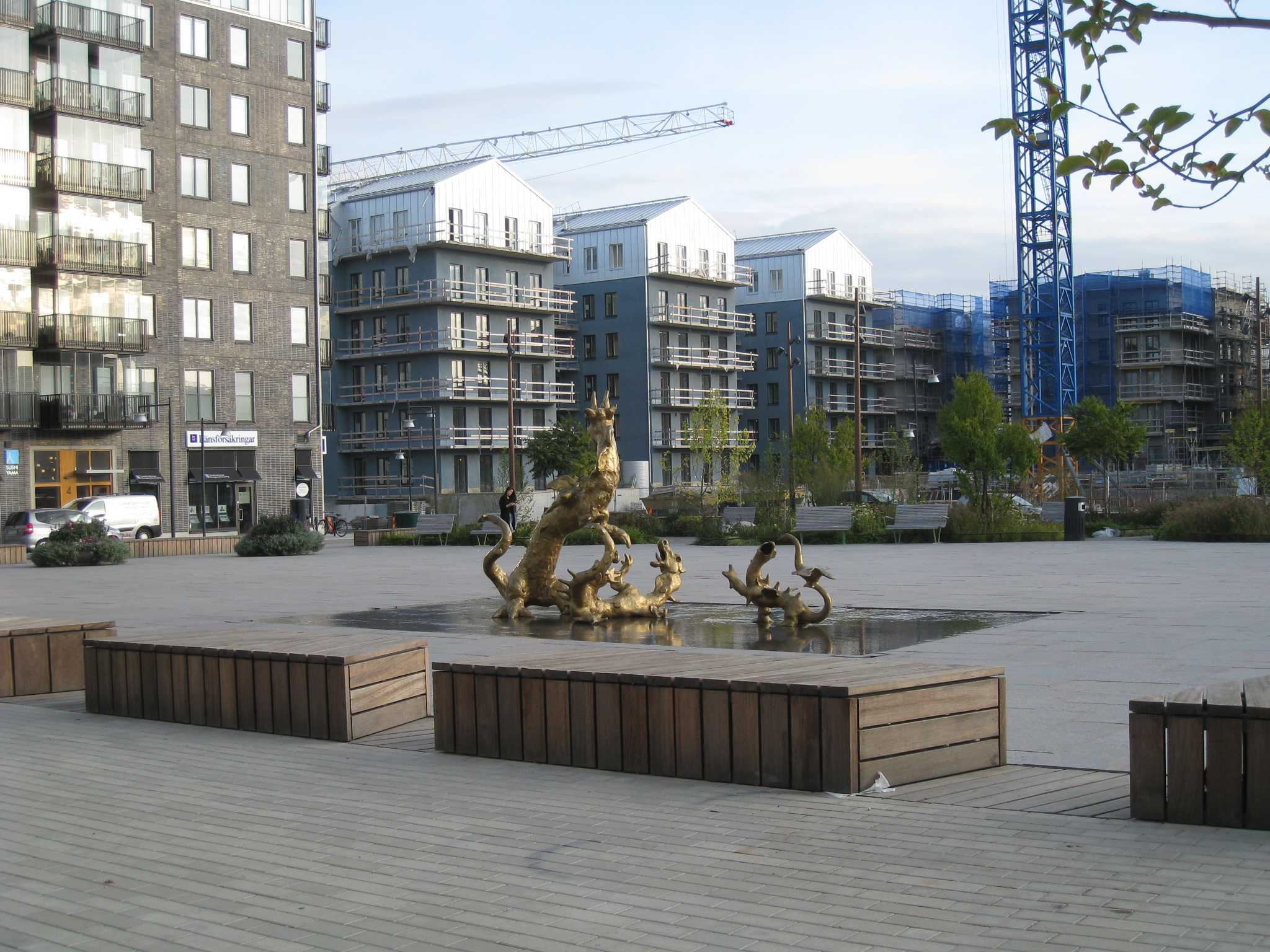
Stora Torget i Barkarbystaden. I förgrunden syns skulpturgruppen Dogfight.

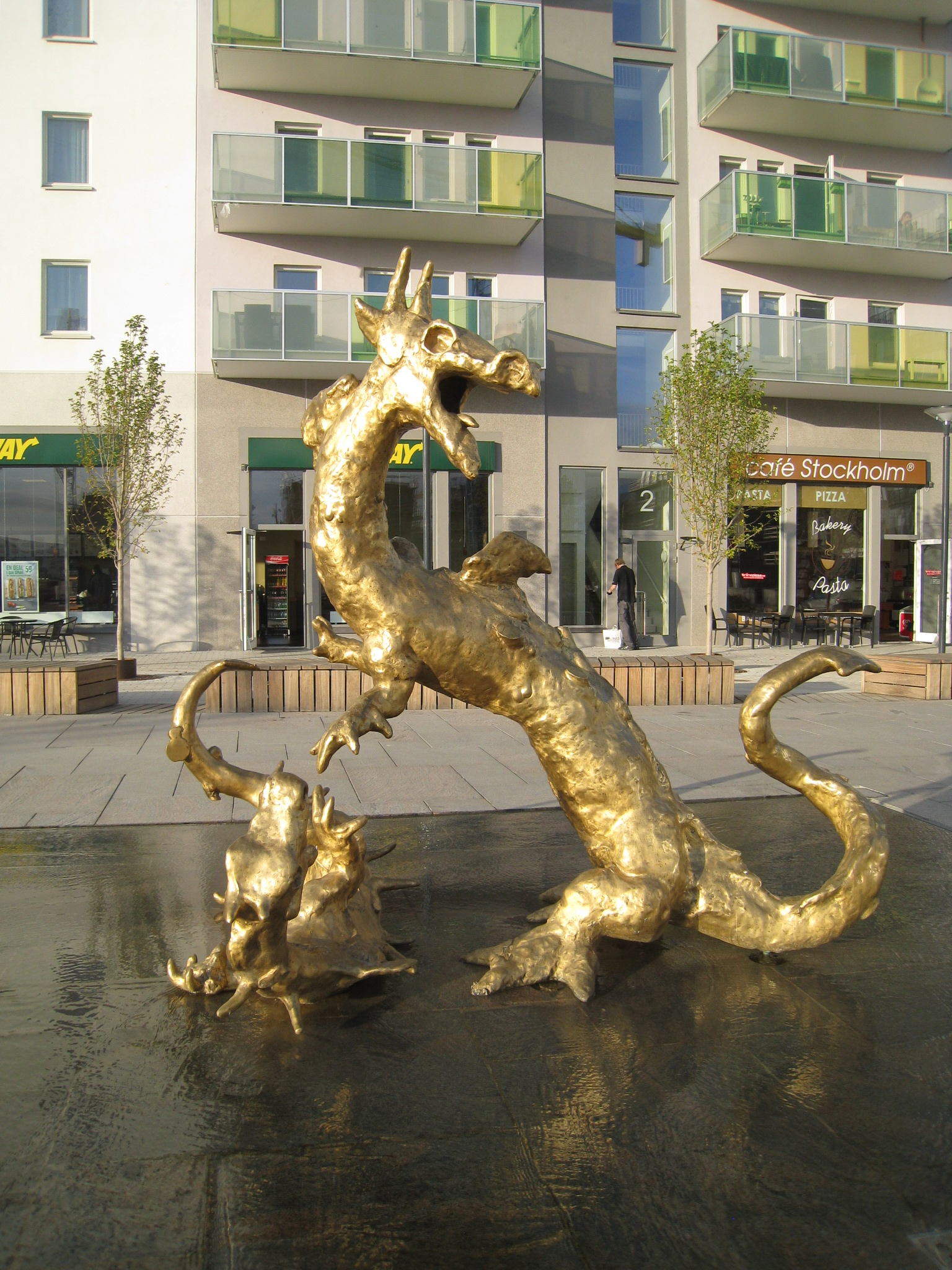
Dogfight, skulpturgrupp av Fredrik Wretman på Stora Torget i Barkarbystaden. Det guldglittrande konstverket består av tre drakskulpturer, drakägg och svan, placerade på en tunn vattenspegel.

Barkarbystaden är ett stadsbyggnadsprojekt inom kommundelen Barkarby-Skälby i Järfälla kommun och inom tätorten Stockholm. Området ligger huvudsakligen på Svea flygflottilj och senare Svea flygkårs före detta flottiljområde vid nedlagda Stockholm-Barkarby flygplats.

## Bakgrund
Barkarbystaden är det största utbyggnadsområdet i Stockholmsområdet just nu.[när?] Området kommer, när det är färdigbyggt, att omfatta stadsmässig bebyggelse med hyres- och bostadsrättslägenheter och även radhus och villor. Man planerar för 18 000 nya bostäder, 140 kvarter och 10 000 nya arbetsplatser fram till år 2030. Inklusive den redan existerande Barkarby handelsplats planeras för upp till 10 000 arbetsplatser i området.
Den 23 maj 2014 flyttade de första boende in i området. Då stod tjugo lägenheter klara.
En ny för- och grundskola, Herrestaskolan, stod färdig i januari 2016. Skolan är utrustad med en danssal, ett stort bibliotek och en stor idrottshall med läktare. Det är den första större skolan i modern tid som uppförts helt i massivträ i Sverige. På skolans tak finns det 1400 kvadratmeter solceller som ska täcka en stor del av skolans energibehov.

## Kollektivtrafik

### Spårtrafik
Enligt överenskommelse i Stockholmsförhandlingen 2013 kommer Barkarbystadens kollektivtrafik att försörjas med tunnelbana, för närvarande (2025) med planerad start 2027, genom en förlängning av Blå linjen från Akalla tunnelbanestation  till Barkarby pendeltågsstation med en mellanliggande station, Barkarbystaden, som kommer att få två uppgångar. Utbyggnaden av tunnelbanan är en förutsättning för områdets utveckling.

### Förarlösa bussar
Barkarbystaden var ett av de första områdena i Sverige där förarlösa bussar infördes. Försöksverksamheten upphörde 30 september 2023.

### Nya tunnelbanan
Det första spadtaget av tunnelbanan till Barkarby togs i augusti 2018. Byggtiden beräknades till cirka sex år. När tunnelbanan byggs ut får Barkarby två nya stationer, Barkarbystaden och Barkarby. Från Akalla station förlängs tunnelbanan cirka 4 kilometer. Resan mellan Barkarby station och Kista kommer att ta 9 minuter och mellan Barkarby station och Solna Centrum kommer resan att ta 17 minuter. Alla spår byggs i berg och Barkarby station placeras cirka 30 meter under markytan. Man kommer att spränga ut 710 000 m3 fast berg och 32 000 m3 betong kommer att användas. I framtiden kan förutom pendeltågen även regionaltåg från Mälardalen komma att stanna vid Barkarby station. Vid Barkarbystaden beräknas 2 800 resenärer stiga på varje timme i rusningstrafik år 2030.
I det nya förslaget får Barkarby station ett delvis nytt läge på Veddestasidan (västra sidan) om E18 i anslutning till nya Veddestabron. Byten till tåg och buss blir enkla och smidiga. Barkarbystadens station påverkas mycket lite. Mitt i den framväxande staden planeras uppgångar och entréer för stationen, tunnelbanestationen i Barkarbystaden får två uppgångar, centralt belägna i området. En ytterligare uppgång mot Veddesta centrum förbereds för framtida behov. När tunnelbanan byggs ut kommer den nuvarande stationen i Akalla att påverkas mycket lite. Bedömningen är att de spår som redan finns kan förlängas utan att stationen berörs i någon större omfattning. Från den nya stationen Barkarbystaden ska det vara enkelt att nå bostäder, arbetsplatser, service och skolor. Det nya stationsläget på Veddestasidan av E18 innebär fortfarande en uppgång i anslutning till pendeltågsstationen och gör det smidigt att byta mellan tunnelbana, pendeltåg och buss. Dessutom byggs en bro över E18 till Barkarbystaden.

## 2015 års byggnadsmärke
Varje år delar Järfälla kommun ut ett "byggnadsmärke" för att belöna och uppmärksamma god byggnadskultur. Syftet med att dela ut märket är att belöna den eller dem som har verkat för en "god byggnadskultur" vid uppförande av nya byggnader och anläggningar eller vården av kulturhistoriskt, miljömässigt eller konstnärligt värdefulla byggnader och anläggningar i kommunen. Priset beslutas och delas ut av miljö- och bygglovsnämnden.
År 2015 gick utmärkelsen till Flerbostadshuset vid Ålsta torg. Byggherren till det belönade flerbostadshuset var Viktor Hanson och arkitekt är Joliark genom Per Johanson och Annika Högsander.
2014 års lokala "byggnadsmärke" delades mellan anläggningen av Kyrkparken i Barkarbystaden och Kallhälls gårds ombyggnad. Ett hedersomnämnande gick till "Flottiljens äldreboende" i Barkarbystaden. Pristagarna av byggnadsmärket 2014 belönades i december.
Kyrkparken i Barkarbystaden: "Den blivande stadsparken har under besvärliga förutsättningar blivit ett tillskott i miljön och till den kulturhistoriskt värdefulla kyrkbyn." Byggherre är kommunstyrelsen genom projektkontoret och Kerstin Sköld. Landskapsarkitekt är Ekologigruppen med stöd av konsult dotGreen Landskap och Miljö AB.

## Bildgalleri
Bilder av Barkarbystaden under uppförande 2016.

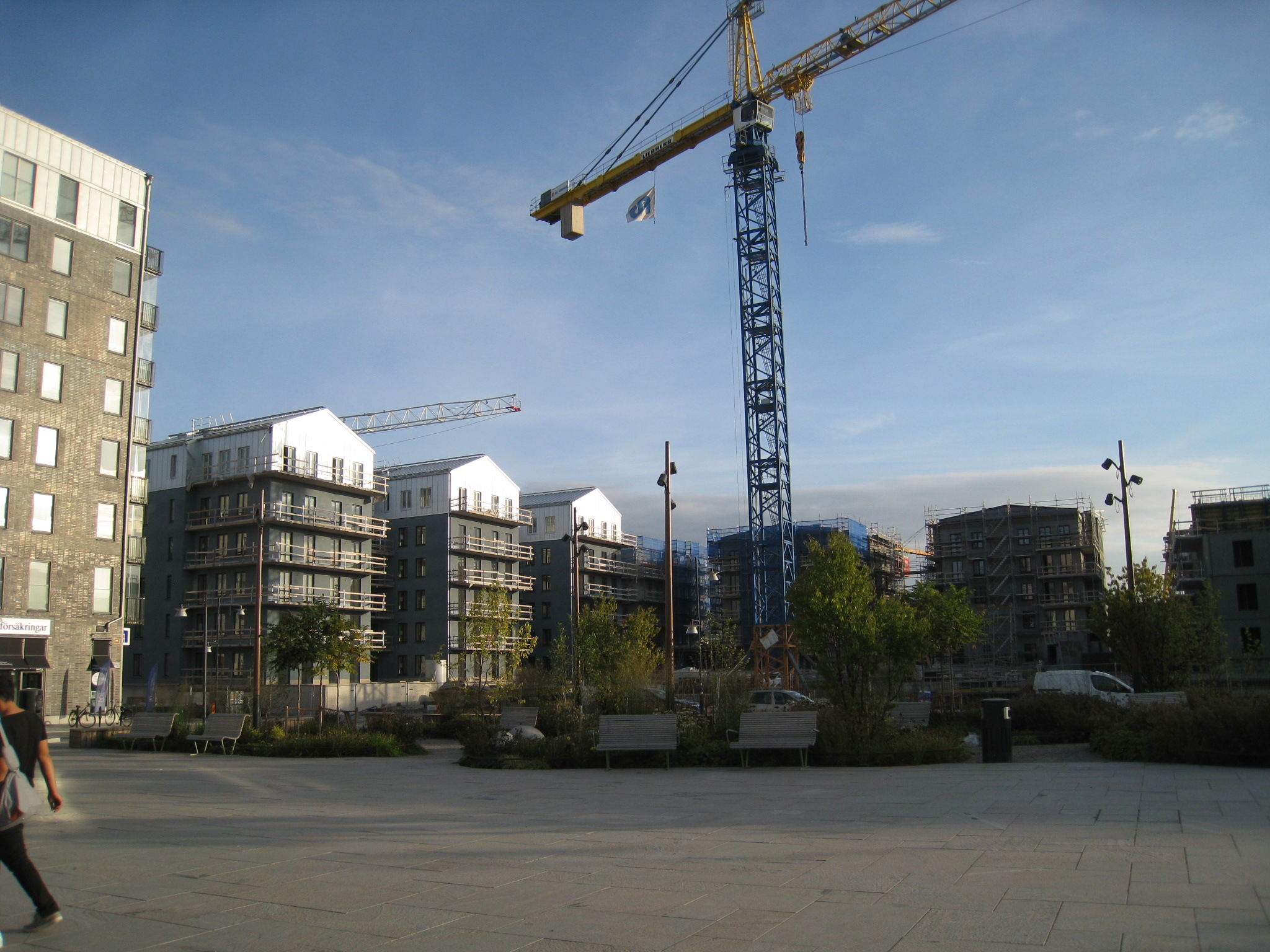
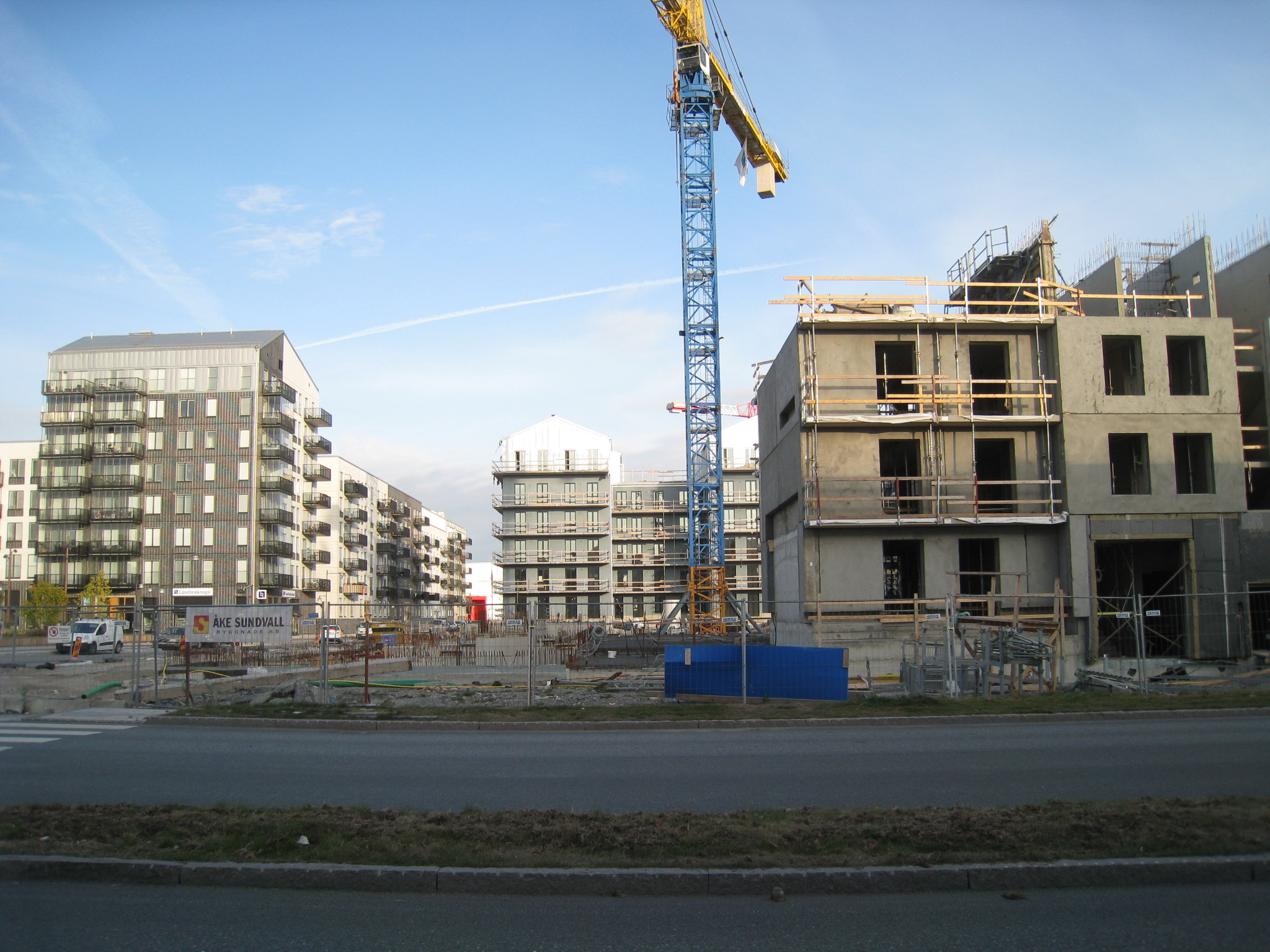
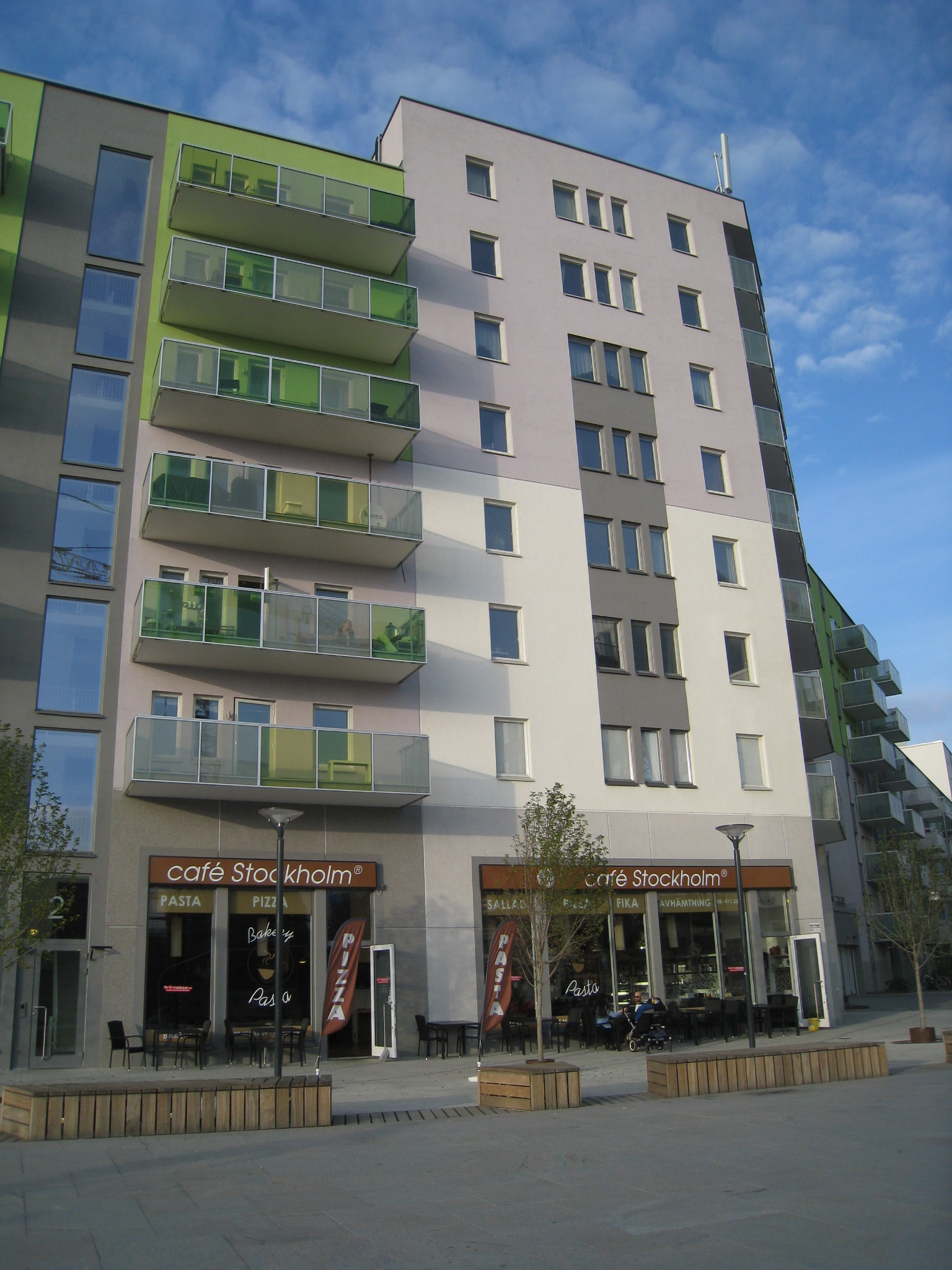
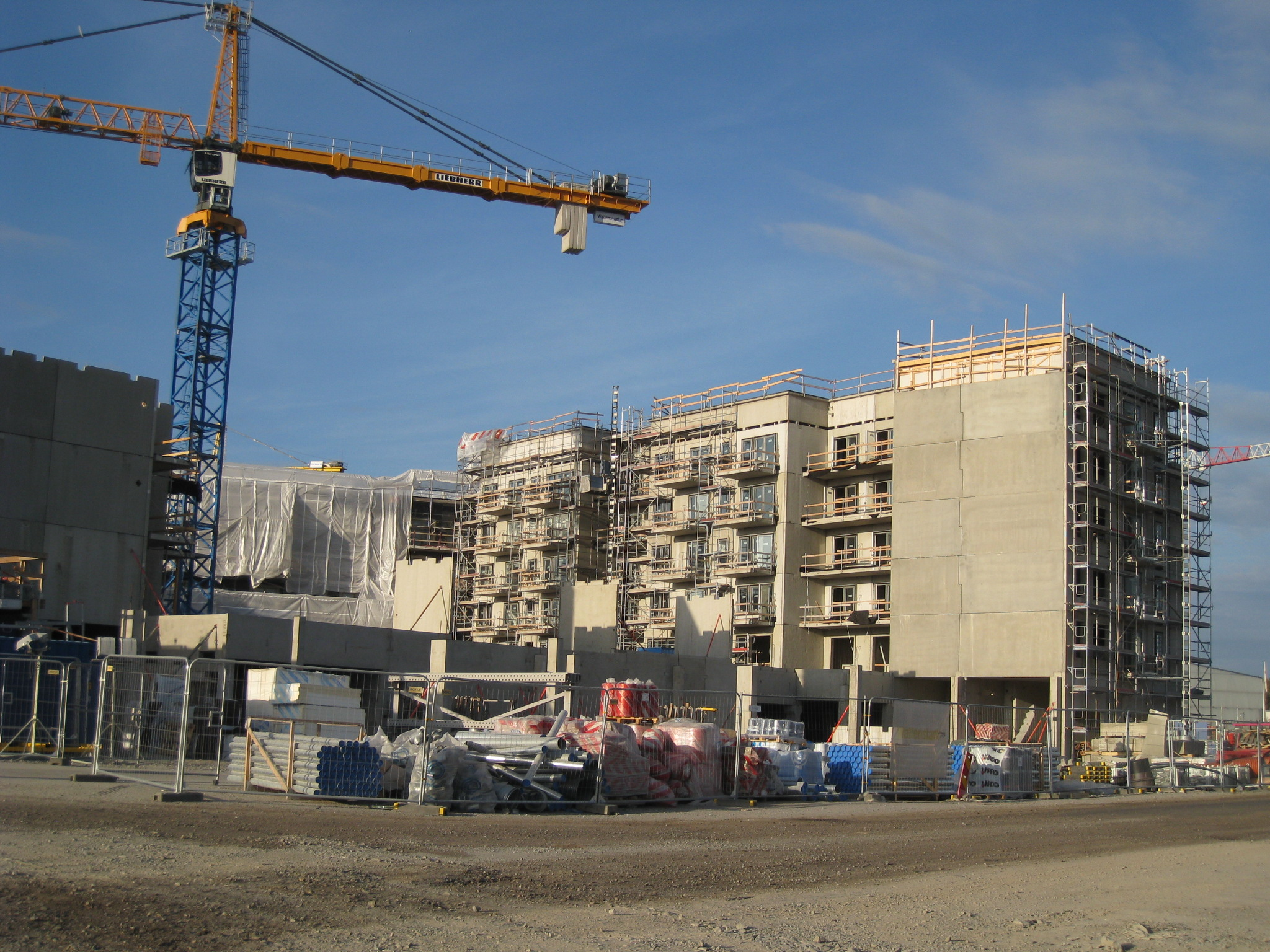
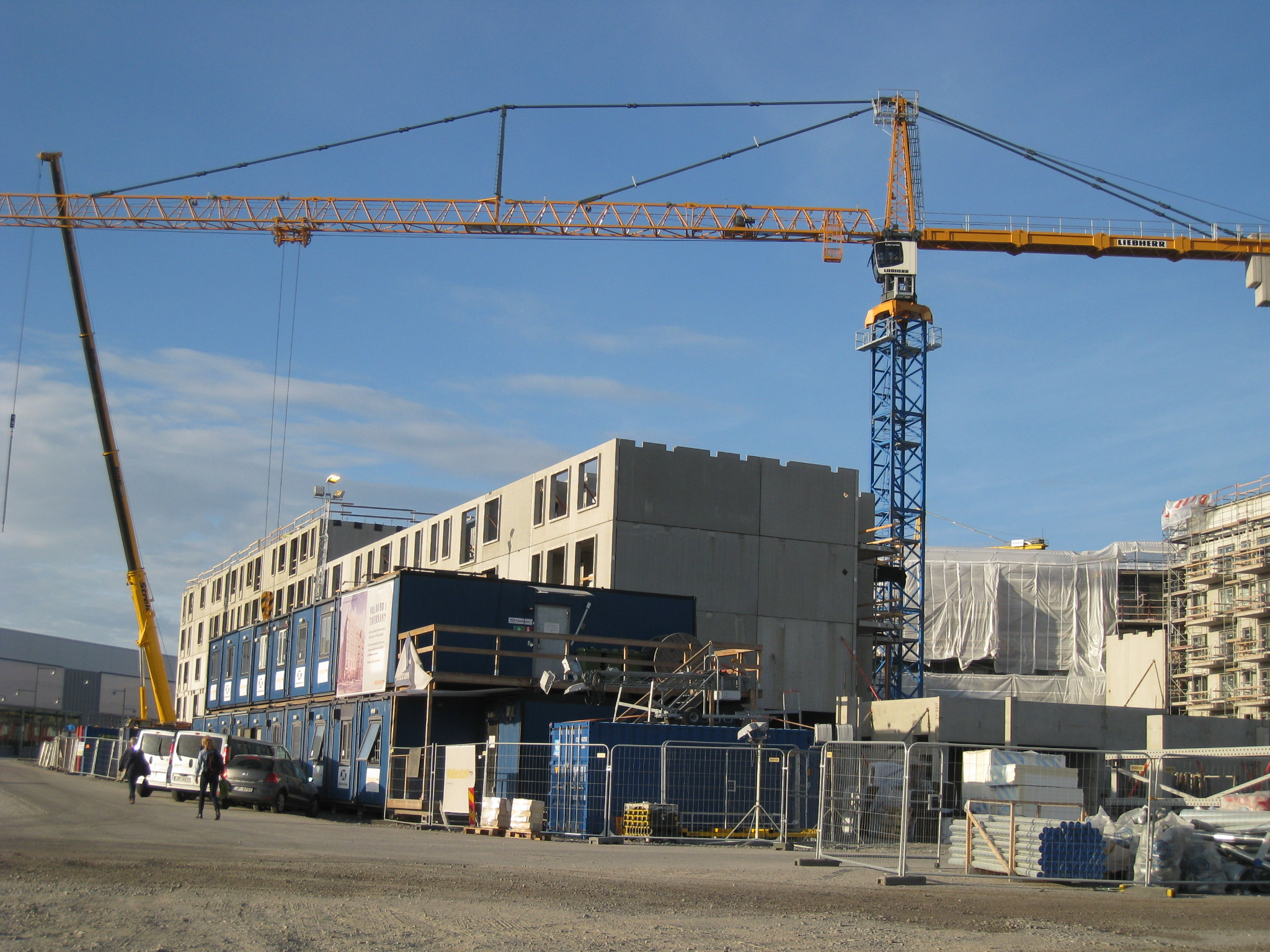
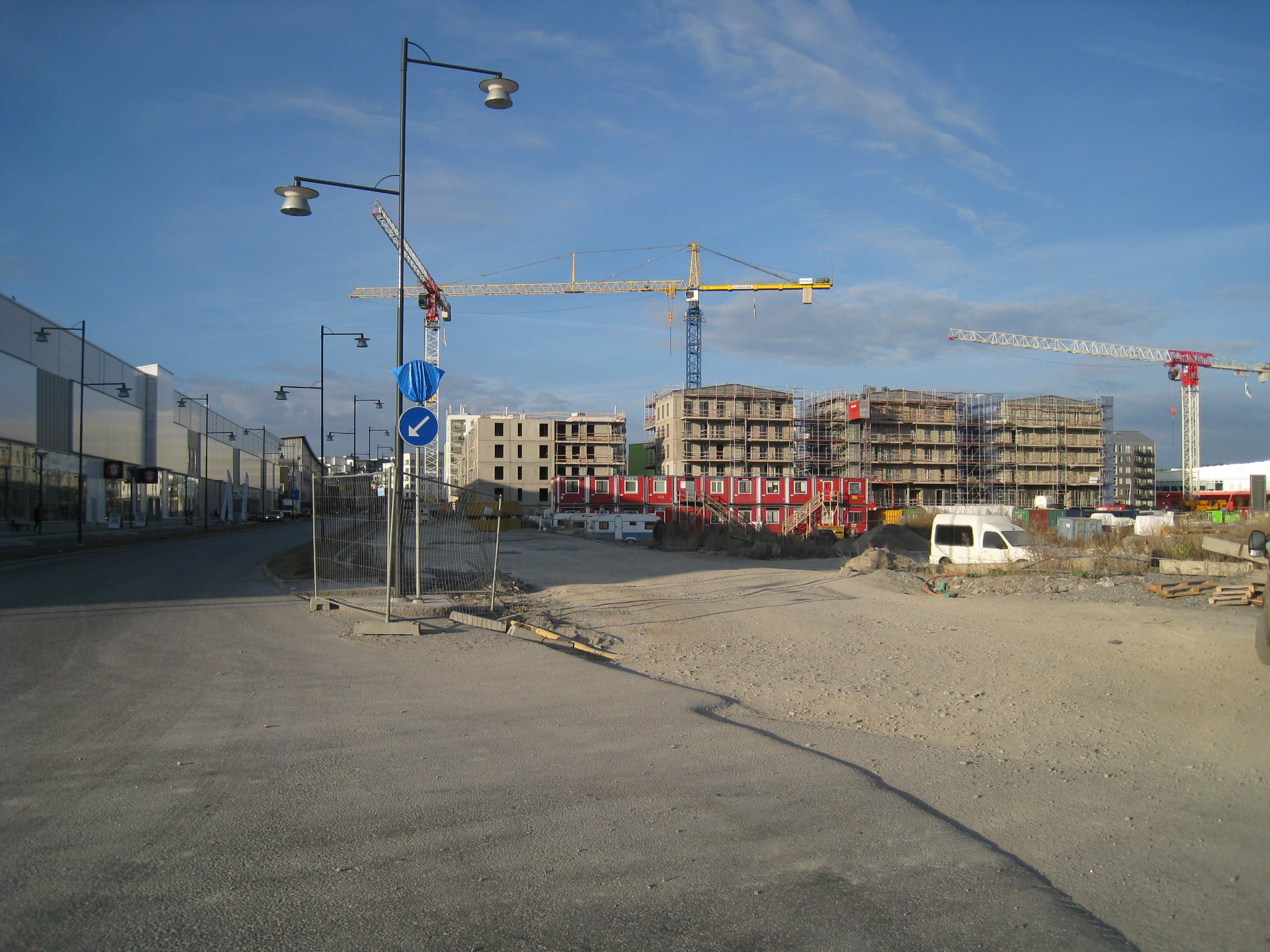
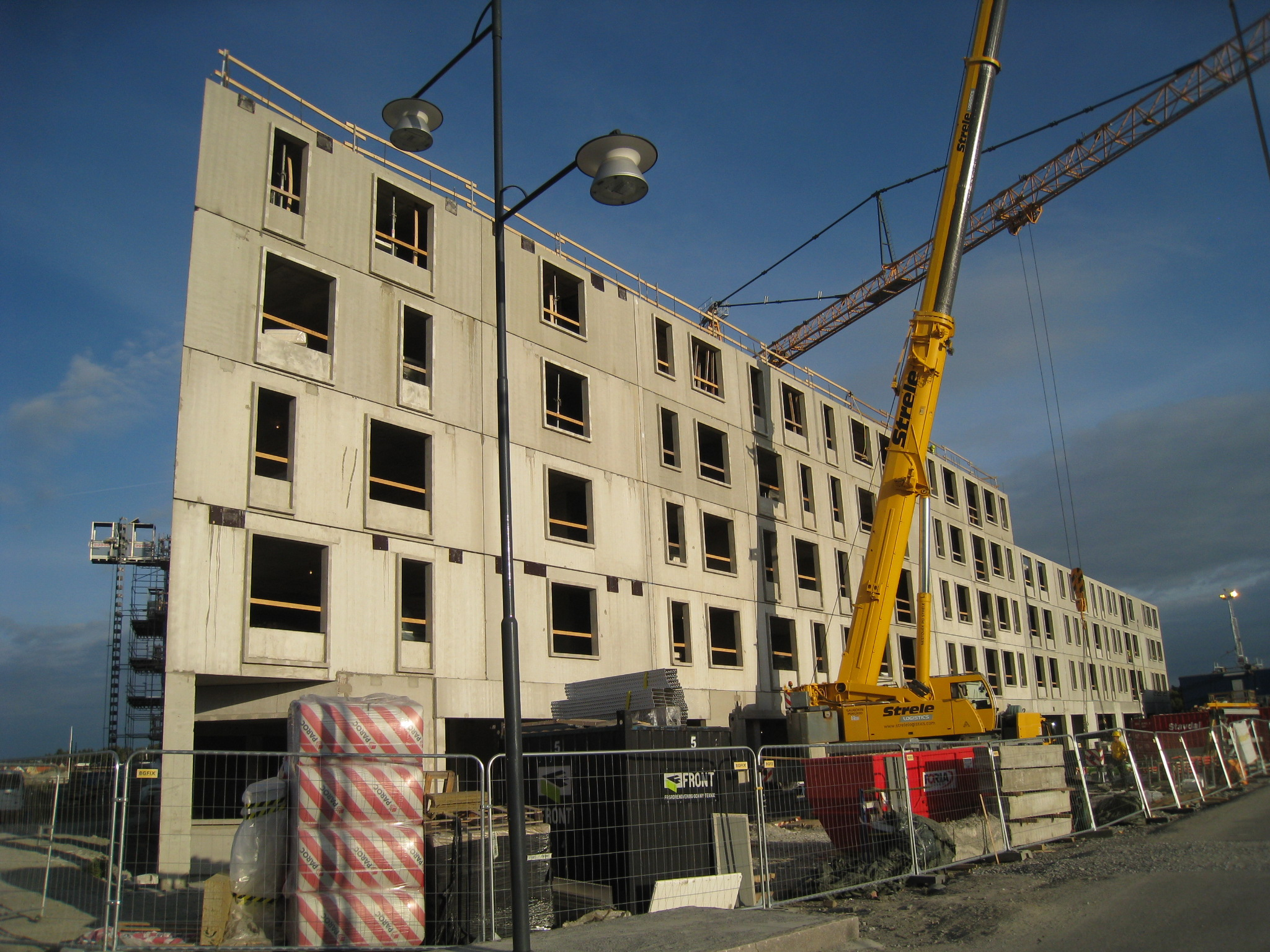
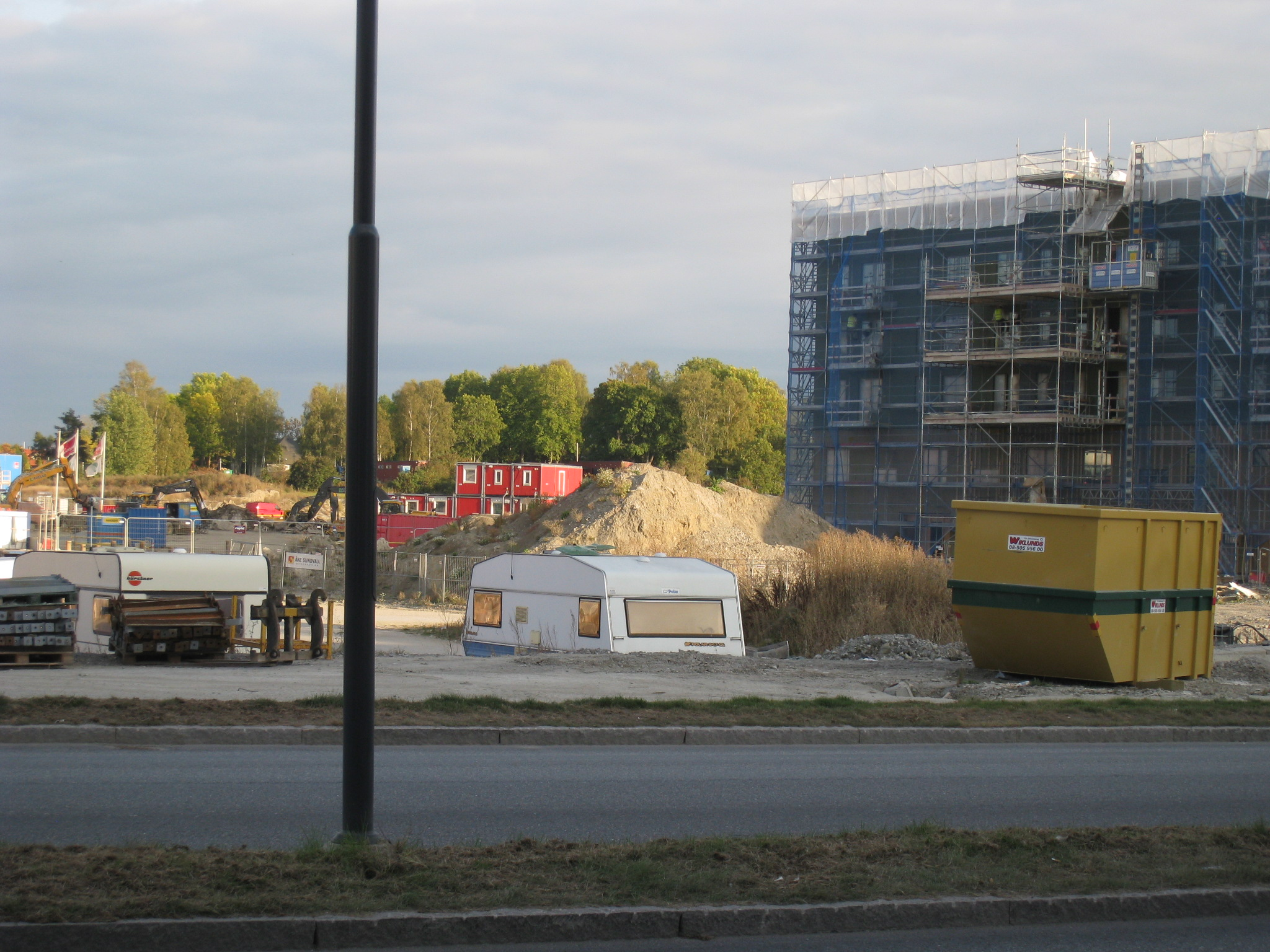
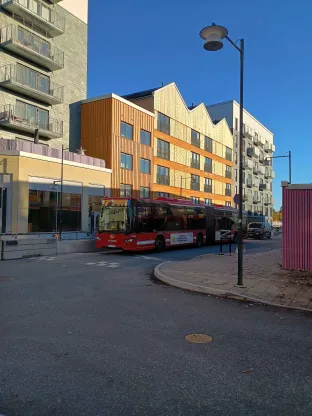
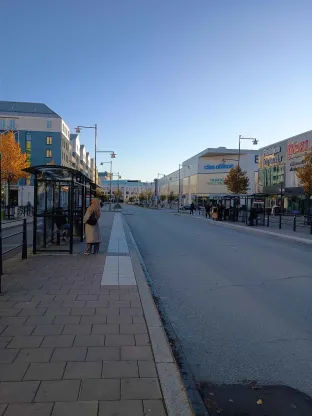